# Alyson Court
Alyson Court est une actrice canadienne née le 9 novembre 1973 à Toronto (Canada).

## Filmographie
- 1985 : Suivez cet oiseau (Sesame Street Presents: Follow that Bird) : Ruthie
- 1985 : Pippi Longstocking (TV) : Annika Settergren
- 1985 : Ewoks (série TV) : Malani (1985-1986) (voix)
- 1986 : Madballs: Escape from Orb! (vidéo) : Sandy (voix)
- 1986 : My Pet Monster (vidéo) : Melanie
- 1986 : Stranger in My Bed (TV) : Joan Slater
- 1986 : Care Bears Movie II: A New Generation : Dawn (voix)
- 1987 : The New Archies (série TV) : Veronica Lodge
- 1987 : My Pet Monster (série TV) : Jill (voix)
- 1987 : The Care Bears Adventure in Wonderland : Princess (voix)
- 1987 : Rolling Vengeance : Allison Rosso
- 1988 : Clifford le gros chien rouge : Emily Elizabeth
- 1988 : Blades of Courage (TV)
- 1988 : Drop-Out Mother (TV) : Caroline Cromwell
- 1988 : my secret identity pilote (TV)
- 1989 : Beetlejuice (série TV) : Lydia Deitz (voix)
- 1990 : Lantern Hill (TV) : Agnes Ripley
- 1991 : South of Wawa : Shannon
- 1992 : X-Men ("X-Men") (série TV) : Jubilee / Jubilation Lee (voix)
- 1993 : Le Monde de Loonette (série TV) : Loonette the Clown
- 1994 : Free Willy (série TV) : Lucille
- 1997 : Elvis Meets Nixon (en) (TV) : Priscilla Presley
- 1998 : Jerry and Tom : Jacki
- 1998 : The Silver Surfer (série TV) : Amber (voix)
- 1998 : The Last Don II (feuilleton TV) : Fumigator Actress
- 1999 : Redwall ("Redwall") (série TV) : Myrtle (voix)
- 2000 : Get Set for Life (série TV) : Alyson
- 2000 : Clifford le gros chien rouge (série TV) : Video Taped Emily
- 2000 : Timothy Goes to School (série TV) : Nora
- 2001 : Les Mystères de Haven (TV) : Bernice
- 2003 : Rainbow Road (série TV) : Alyson
- 2008 : Resident Evil: Degeneration : Claire Redfield (voix)